# ARGE Rundfunk-Betriebstechnik

Das Logo der RBT

Die ARGE Rundfunk-Betriebstechnik (RBT) mit Sitz in Nürnberg ist eine Arbeitsgemeinschaft der acht ARD-Anstalten BR, HR, MDR, RB, RBB, SR, SWR, WDR, sowie Deutschlandradio und ZDF.
Die übergeordneten betriebstechnischen Aufgaben der RBT auf dem Gebiet der Studio- und Übertragungstechnik haben das Ziel, sowohl eine gleichmäßige technische Entwicklung und Ausrüstung der Rundfunkanstalten zu gewährleisten, als auch einen hohen Stand der Übertragungstechnik zu erreichen. Die RBT unterstützt hierzu ihre Mitglieder durch Prüfungen und Abnahmemessungen bei den Herstellern, vor Inbetriebnahme bei den Rundfunkanstalten und in ihren eigenen Räumen. Ferner werden Planungs- und Versorgungsmessungen im gesamten Bundesgebiet durchgeführt.
Weitere Gemeinschaftseinrichtungen der öffentlich-rechtlichen Rundfunkanstalten sind beispielsweise die ARD.ZDF medienakademie, das Deutsche Rundfunkarchiv und der ARD ZDF Deutschlandradio Beitragsservice.